# Povstání střeleckých pluků (1698)
Vzpoura střeleckých pluků roku 1698 bylo povstání moskevských střeleckých pluků během nepřítomnosti Petra I. v době jeho zahraniční mise. Bylo vyvolané obtížemi jejich služby v pohraničních městech, vysilujícími pochody a útiskem ze strany plukovníků.

## Prolog
Střelecký pluk byl ve 40.–50. letech 16. století založen jako první stálé vojsko moskevského státu, v rámci vojenských reforem Ivana IV. Střelci sice roku 1682 Petra I. dosadili na trůn a odstranili regentku Žofii, později se však začali obávat jeho reformního kurzu a ztráty svých tradičních privilegií. V únoru 1697 car odhalil velezradu střeleckého plukovníka Ivana Zyklera, bojarů Fjodora Puškina a Alexeje Sokovonina, a sám vedl její vyšetřování. Po mučením vynuceném přiznání nechal Petr I. před svým odjezdem do západní Evropy všechny hlavní účastníky spiknutí veřejně popravit. Méně nebezpeční provinilci z řad střelců byli posláni do vzdálených částí Ruska, a tam začleněni do různých vojenských jednotek. Cílem spiknutí bylo přivést zpět k moci Petrovu nevlastní sestru, Žofii Alexejevnu. Její stráž v klášteře byla proto posílena na sto mužů. Nebezpečí vzpoury bylo však zažehnáno pouze na krátkou dobu; opět se rozhořela za Petrovy nepřítomnosti. Hlavními důvody vzpoury byly:
- Přednost, která byla při každé příležitosti poskytována nově zřizovanému pravidelnému vojsku z ciziny oproti střelcům.
- Jejich dislokace na hranicích říše (kromě jiného 3000 střelců v Azově, později rozšířeno na 10 pluků), což způsobovalo rozdělení rodin střelců.
- Odpor pravoslavné církve proti carem propagovanému přistěhovalectví cizinců. Na dobu své nepřítomnosti Petr I. převedl vladařské povinnosti na radu s dalekosáhlými pravomocemi. Fjodor Jurjevič Romodanovskij obdržel jako guvernér Moskvy příkaz k zajištění bezpečí a pořádku.

V březnu 1698 se v Moskvě, se stížností na nedostatečný proviant a plat, objevilo 175 střelců, dezertérů ze čtyř střeleckých pluků, které se zúčastnily Azovského tažení Petra I. v letech 1695–1696. Původně ponechány v Azově jako posádka, místo toužebně očekávaného návratu do Moskvy byly tyto 4 pluky nenadále vyslány do města Velikije Luki. Cestou do nového působiště trpěli střelci hladem; navíc – vzhledem k absenci povozů – vojáci museli nést veškerou výzbroj a výstroj na vlastních zádech.
Pokus moskevských mocenských orgánů uvěznit v Moskvě jejich mluvčí na plukovním velení, kde se pokusili upomínat chybějící žold, se nepodařil. Střelci se ukryli ve slobodách a spojili se s carevnou Sofií Alexejevnou, nacházející se ve vězení v Novoděvičím klášteře, doufajíce v její zprostředkování. 4. dubna 1698 byli proti střelcům vysláni vojáci Semjonovského pluku, kteří za podpory obyvatel města vyhnali odbojné střelce z Moskvy. Střelci se vrátili do svých pluků, v nichž začala kvasit nespokojenost.
Když se o těchto událostech dozvěděl Petr I., požadoval přísné potrestání dezertérů. Regentská rada pověřila 2. června Romodanovského převést dotčené pluky na nová působiště, a dezertéry zatknout.

## Průběh vzpoury
Na cestě do nových působišť se střelecké pluky náhle zastavily. Regimenty se šířily pověsti, že rodiny střelců mají být vyhnány z Moskvy a pluky tak odmítaly jít dále po ose přesunu. 6. června střelci sesadili své velitele, zvolili si po čtyřech vůdcích v každém pluku a zamířili k Moskvě, připraveni potrestat bojary a cizí poradce za všechna protivenství. Vzbouřenci (okolo 2600 lidí) měli v úmyslu dosadit na trůn carevnu Sofii nebo v případě jejího odmítnutí V. V. Golicyna, nacházejícího se ve vyhnanství. Duma bojarů 11. června rozhodla o vyslání vojska proti střelcům. Vstříc střeleckým plukům byl poslán Preobraženský, Semjonovský, Lefortovský a Gordonův pluk (celkem 2300 lidí) a šlechtická jízda pod velením A. S. Šeina a P. Gordona. Celkově tak bylo proti střelcům postaveno okolo 3700 mužů a 25 děl.
14. června, po přehlídce u řeky Chodynky pluky vyrazily z Moskvy. 17. června, předstihnuvše střelce, Šeinova vojska obsadila Novojeruzalémský klášter. 18. června, 40 verst západně od Moskvy, pak bylo povstání rozdrceno. Střelci ztratili při srážce 70 mužů, dalších asi 40 jich pak bylo raněno. U vládního vojska byla hlášena pouze 4 zranění.

## Potrestání střelců
22. a 28. června bylo na příkaz Šeina oběšeno 56 čelných původců vzpoury – 2. července pak ještě 74 zběhů v Moskvě. 140 mužů bylo zbičováno a vyhoštěno, 1965 mužů bylo rozesláno do různých měst a klášterů, a zde uvězněno.
Zpráva o povstání střelců dorazila také do Vídně, kde car Petr I. jednal o společném postupu proti Turkům. Petr I. se ihned vrátil 24. srpna do Preobraženského u Moskvy a postavil se do čela nového vyšetřování ("veliké pátrání"). Prohlásil totiž, že dosavadní vyšetřování proběhlo příliš rychle a bylo ukončeno s málo uspokojivými výsledky. Vyšetřováním povstání střelců, za použití mučení, pověřil Tajnou kancelář. 10. října 1698 začaly v Moskvě popravy odsouzených. Celkem bylo potrestáno smrtí 1182 střelců, 601 z nich bylo bičováno, cejchováno nebo vyhoštěno (převážně mladiství). Pěti střelcům údajně usekl osobně hlavy panovník.
Těla popravených střelců nebo jejich hlavy se dlouhou dobu nacházely na branách a zdech města a v místech zúčtování na šibenicích. Teprve na konci února 1699 bylo nařízeno je pohřbít v okolí cest vedoucích z Moskvy. Speciálním výnosem Petra byly na Rudém náměstí a poblíž hrobů postaveny kamenné čtverhranné sloupy s upevněnými litinovými deskami na každé straně. Na nich byl vyryt text rozsudku nad střelci, čtený před popravami, s výčtem jejich provinění.
Usedlosti střelců v Moskvě byly rozdány, stavby prodány. Vyšetřování a popravy pokračovaly do roku 1707. Na konci 17. a začátku 18. století bylo 16 střeleckých pluků, které se neúčastnily povstání, zrušeno a střelci i s rodinami byli odesláni z Moskvy do jiných měst, a umístěni do jejich vojenských posádek. Bývalá carevna Sofie Alexejevna dožila v Novoděvičím kláštera jako jeptiška pod jménem Zuzana. Petr I. z účasti na spiknutí střelců podezíral také svou první ženu Jevdokiji Fjodorovnu Lopuchinovou, proto ji vypudil ještě v roce 1698 do Spaso-Jefimovského kláštera v Suzdali.

## Povstání střelců v umění
Výjevy z událostí popravy povstalců byly zachyceny na obraze Vasilije Surikova „Ráno před popravou střelců“, namalovaném v roce 1881.